# 川上理偉
川上 理偉（かわかみ りい、2001年3月10日 - ）は、大分県大分市出身のプロ野球選手（内野手・育成選手）。右投右打。中日ドラゴンズ所属。

## 経歴

### プロ入り前
大分市立滝尾小学校を経て、中高一貫校の大分中学校・高等学校、専門学校である宮崎福祉医療カレッジへ進学。卒業を前に社会人で野球を続けるか検討していた際、九州アジアリーグが設立され地元の球団である大分B-リングスへ入団した。

### KAL・大分時代
2021年は、47試合に出場して打率.213、1本塁打、16打点の成績を残した。
2022年は、シーズン開幕前の2月に結婚し、6月には長男が誕生した。シーズン成績は73試合に出場して打率.224、4本塁打、29打点だった。
2023年は、78試合に出場して打率.285、4本塁打、54打点とキャリアハイの数字を残し、打点王のタイトルを獲得した。
同年のドラフト会議では、中日ドラゴンズから育成4位指名を受け、11月22日に支度金300万円、年俸300万円で仮契約を結んだ。背番号は218。また、大分球団からNPBドラフト指名を受けた初の選手となった。

### 中日時代
2024年は、1月の新人合同自主トレからノースロー調整期間があり、春季キャンプ期間中の2月6日に右肘の違和感を訴えると、右肘尺側側副靭帯損傷と診断された。6月1日より二軍公式戦に出場し始め、最終的に45試合の出場で、打率.091、0本塁打、1打点、2盗塁の成績だった。シーズン終了後、みやざきフェニックス・リーグにも参加すると、10月9日の対日本独立リーグ選抜戦でチーム1号となる本塁打を放った。

## 選手としての特徴・人物
肩の強さと勝負強いバッティングが持ち味で、対戦したい選手に戸郷翔征を挙げている。
大分時代のチームメイトに内川聖一がおり、バッティングの指導を受けた経験がある。

## 詳細情報

### 独立リーグでの打撃成績
| 年 度     | 球 団     | 試 合 | 打 席 | 打 数 | 得 点 | 安 打 | 二 塁 打 | 三 塁 打 | 本 塁 打 | 塁 打 | 打 点 | 盗 塁 | 盗 塁 死 | 犠 打 | 犠 飛 | 四 球 | 敬 遠 | 死 球 | 三 振 | 併 殺 打 | 打 率 | 出 塁 率 | 長 打 率 | O P S |
| --------- | --------- | ----- | ----- | ----- | ----- | ----- | -------- | -------- | -------- | ----- | ----- | ----- | -------- | ----- | ----- | ----- | ----- | ----- | ----- | -------- | ----- | -------- | -------- | ----- |
| 2021      | 大分      | 47    | 199   | 164   | 19    | 35    | 3        | 2        | 1        | 45    | 16    | 3     | 1        | 9     | 2     | 24    | -     | 0     | 42    | 6        | .213  | .311     | .274     | .585  |
| 2022      | 大分      | 73    | 290   | 228   | 31    | 51    | 7        | 1        | 4        | 72    | 29    | 3     | 4        | 7     | 5     | 45    | -     | 5     | 61    | 7        | .224  | .357     | .316     | .673  |
| 2023      | 大分      | 78    | 340   | 284   | 48    | 81    | 12       | 6        | 4        | 117   | 54    | 3     | 0        | 3     | 4     | 37    | -     | 12    | 76    | 6        | .285  | .386     | .316     | .673  |
| 通算：3年 | 通算：3年 | 198   | 829   | 676   | 98    | 167   | 22       | 9        | 9        | 234   | 99    | 9     | 5        | 19    | 11    | 106   | -     | 17    | 179   | 19       | .247  | .358     | .346     | .704  |

- 各年度の太字はリーグ最高

### 独立リーグでのタイトル
- 打点王：1回（2023年）

### 背番号
- 2（2021年 - 2022年）
- 6（2023年）
- 218（2024年 - ）